# Peter Hirsch
Peter Bernhard Hirsch (né le 16 janvier 1925) est une figure de la science britannique des matériaux qui a apporté des contributions fondamentales à l'application de la microscopie électronique à transmission aux métaux ,.

## Biographie
Hirsch fréquente la Sloane Grammar School de Chelsea et le St Catharine's College de Cambridge. En 1946, il rejoint le département de cristallographie de Cavendish pour préparer un doctorat sur l'écrouissage des métaux sous WH Taylor et Lawrence Bragg . Il réalise par la suite des travaux, toujours cités, sur la structure du charbon.
Au milieu des années 1950, il est le pionnier de l'application de la Microscopie électronique en transmission (TEM) aux métaux et développe en détail la théorie nécessaire pour interpréter de telles images. Il est membre du Christ's College de Cambridge de 1960 à 1966 et est élu membre honoraire de Christ's en 1978. En 1965, avec Howie, Whelan, Pashley et Nicholson, il publie le texte Electron microscopy of thin crystals . L'année suivante, il s'installe à Oxford pour occuper la chaire Isaac Wolfson de métallurgie, succédant à William Hume-Rothery. Il occupe ce poste jusqu'à sa retraite en 1992, transformant le Département de la métallurgie (aujourd'hui le Département des matériaux) en un centre de renommée mondiale. Parmi de nombreuses autres distinctions, il reçoit le prix de physique de la Fondation Wolf en 1983. Il est élu à la Royal Society en 1963 et anobli en 1975.
Hirsch est élu membre de la National Academy of Engineering en 2001 pour avoir établi expérimentalement le rôle des dislocations dans l'écoulement plastique et de la microscopie électronique comme outil de recherche sur les matériaux. Il est également membre du St Edmund Hall, Oxford.